# Rearranjo de Fischer-Hepp
O rearranjo ou transposição de Fischer-Hepp é uma reação de transposição na qual um N-nitroso ou uma nitrosamina aromática converte-se em uma composto carbono nitroso:
Esta reação orgânica foi primeiro descrita pelos químicos alemães Otto Fischer e Eduard Hepp em 1886, e é de importância porque anilinas para-NO secundárias não podem ser preparadas por reação direta. 
A reação de transposição toma lugar por reagir o precursor nitrosamina com ácido clorídrico. Os rendimentos da reação em geral são bons sob estas condições, mas frequentemente muito mais pobres se um diferente ácido é usado. O mecanismo de reação é desconhecido mas há evidências sugerindo uma reação intramolecular.